# Motobu Chōki
Motobu Chōki (本部 朝基?   1870–1944)  fue un karateka okinawense de Akahira Village en Shuri, Okinawa, capital del Reino Ryūkyū cuando él nació. Su hermano mayor Motobu Chōyū también fue un notable karateka.
Como el último de tres hijos, Motobu Chōki no tuvo derecho a recibir una educación en el estilo de  Te de su familia (un nombre anterior para el karate). A pesar de esto, Motobu estaba muy interesado en el arte del Te, pasando gran parte de su juventud entrenando solo, golpeando el makiwara, empujando y levantando piedras pesadas para aumentar su fuerza. Se dice que fue muy ágil, lo que le valió el apodo de "Motobu no Saru" o "Motobu el mono". Comenzó a practicar karate bajo Matsumura Sōkon y continuó bajo Ankō Itosu, Sakuma Pechin y Kōsaku Matsumora.

## Formación y carrera
Aunque sus detractores lo consideraron un luchador callejero violento y crudo, sin entrenamiento formal, Motobu fue alumno de varios de los practicantes de karate más destacados de Okinawa. Ankō Itosu (1831–1915), Sōkon Matsumura (1809–1899), Sakuma Pechin, Kōsaku Matsumora (1829–1898) y Tokumine Pechin (1860–1910) todos enseñaron Motobu en un momento u otro. Muchos maestros consideraron que su costumbre de probar su destreza de combate a través de peleas callejeras en el  tsuji  (distrito de luz roja) era indeseable, pero su noble nacimiento (como un descendiente de la familia real de Okinawa Shō) puede haber hecho difícil que se nieguen.
El mito popular sostiene que Motobu solo conocía una kata, Naifanchi (Naihanchi). Aunque contribuyó a esta  kata  y la llamó "el fundamento del karate", también hizo comentarios sobre la práctica de Bassai, Chintō y Rōhai . Otras fuentes describen a Sanchin dachi, Kusanku y Ueseishi (A.K.A. Gojushiho, o 54 pasos) como parte de su repertorio. Aparentemente desarrolló su propia kata, Shiro Kuma (White Bear, en español Oso Blanco). Motobu vivió y enseñó karate en Japón hasta 1942, cuando regresó a Okinawa, muriendo poco después. Antes de esto, había hecho varios viajes allí para estudiar katas y técnicas de kobudō ortodoxas en un esfuerzo por preservar las formas tradicionales del arte.